# ロンド・リーフレット
『ロンド・リーフレット』 (RONDO LEAFLET) は、2007年1月26日に発売されたLittlewitchより発売されたアダルトゲーム作品。

## ストーリー
英国執事協会に所属するダメ執事・マシューは主人にさえも物言いを直さずに問題を起こしては、たびたびクビになっていた。またもや雇われ先をクビになったマシューに、執事協会は1つの命令を下す。マシューをかつては名門と言われたアシュレイ家に派遣し、そこで勤めあげられなければ除名だというのである。
そして、無気力にアシュレイ家へ向かったマシューが見たものは、見る影もないほど荒れ果てた屋敷に、ちっとも働かないメイド達。果たしてマシューは、アシュレイ家を立て直すことができるのか。

## キャラクター

### 主人公
マシュー・ハミルトン
声：加藤一樹
アシュレイ家の若き執事補佐見習い。伝説的な名執事である父親を持つ。そのため、自分も執事になるのだろうと漠然と考え、特に目的や情熱を持たないまま今に至る。

### ヒロイン
ロビネッタ・アシュレイ
声：風音
アシュレイ女子爵家の当主（ゲーム開始当初ではまだ正式に家を継いでいない）。勝気でプライドが高く素直になれない性格。前当主であった母のように立派な当主たらんとするプレッシャーから少々余裕を失っており、独善的な言動を取ってしまうこともあるが、本人に悪気はない。剣術に秀でている。
ニナ・エドワーズ
声：五行なずな
アシュレイ家のメイド。世の中を斜めから見ているようなスレたところのある皮肉屋だが面倒見は良く、高い能力も相まって他のメイドからも頼りにされている。孤児院の出身で、ロビネッタの母にはメイドとして雇われた。現在も休みのたびに孤児院で子供たちの世話を焼いている。服の上からでは分かりにくいが、実はコレットよりも巨乳。
コレット・ロイド
声：中家菜穂
アシュレイ家のメイド。一生懸命で素直な性格だが非常にドジで、よく皿などを割っている。少ない給料のほとんどを貸本代に費やすほどの読書好き。小説執筆にも挑戦している。
リタ
声：湖杉カンナ
サーカス団の少女。物語序盤にとある事件からアシュレイ家のメイドとなる。不遇な境遇にもへこたれない、明るく素直な性格。タロット占いが得意。少数民族ロマ族の出身。黒猫のナーと会話ができる。

### サブキャラクター
アルフレッド・ポーター
声：牛柳亀三
アシュレイ家の執事。高齢だが名執事との誉れ高く、いざという時には見事な手腕を発揮してロビネッタをサポートする。かつてマシューの父親に、執事としての修行を積ませていた。
ノーラ・ホプキンス
声：榎津まお
アシュレイ家のメイド。噂好きでお騒がせ者。サボリ魔でメイドとしての能力は最低だが、貴族社会や市民社会についての高い見識を持っている。
モニカ・メイヤー
声：甘味あん子
アシュレイ家のハウスキーパー。元はメイド長だったが、ロビネッタに愛想をつかして出て行く使用人が多く、人材不足となったためにハウスキーパーを任せられた。
ルーカス・マクドネル
声：荒木幸男
アシュレイ家の御者。酒好きな好々爺。元軍人。
ケイト・キンバリー
声：甘味あん子
アシュレイ家のコック。老婆で耳が遠くなっているが、料理の腕は確かである。
ナー
声：みる
リタといつも一緒にいる黒猫。

## システム
キャラクターボイス
今作ではLittlewitch初となるアドベンチャーパートに採用しているうえ、主人公にもキャラクターボイスが入っている。
FFD
Littlewitchの第2作『Quartett!』から第3作『少女魔法学リトルウィッチロマネスク』にかけて大幅に使用頻度が減少したが、今作ではロンドリーフレッド講座を除いてさらに減少した。カットインやCGの移動もほとんど無くなり、ふきだしもダイアログ形式となったため、プレイ画面の構図としては従来のアダルトゲームとほぼ変わらない構成となった。ただし、その代わりにシナリオ量は大幅に増加している。

## Webラジオ
ゲームの発売に関連して、「『ロンド・リーフレット』ドキドキ★執事ラジオ」がインターネットラジオとして放送された。全7回。
| 放送回 | 放送開始日     | パーソナリティ             |
| ------ | -------------- | -------------------------- |
| 第1回  | 2006年12月1日  | 風音、牛柳亀三             |
| 第2回  | 2006年12月8日  | 風音、中家菜穂、牛柳亀三   |
| 第3回  | 2006年12月15日 | 風音、中家菜穂、牛柳亀三   |
| 第4回  | 2007年1月5日   | 風音、中家菜穂、牛柳亀三   |
| 第5回  | 2007年1月12日  | 風音、中家菜穂、牛柳亀三   |
| 第6回  | 2007年1月19日  | 風音、五行なずな、牛柳亀三 |
| 第7回  | 2007年1月26日  | 風音、五行なずな、牛柳亀三 |

## スタッフ
- 監督、原画：大槍葦人
- シナリオ：北側寒囲
- 音楽：細井聡司（hosplug）

## 関連商品
- ミニアルバム：Rondo Leaflet Image MiniAlbum "Allow time to Brew"